# Паромная переправа Корсаков — Вакканай
Паромная переправа Корсаков (Оодомари) — Вакканай (с 1923 по 1945 год Тихаку рэнракусэн (яп. 稚泊連絡船 Тихаку рэнракусэн) или Тихаку коро (яп. 稚泊航路 Тихаку ко:ро)) связывала острова Сахалин и Хоккайдо с 1923 года по конец 2010-х годов (с перерывом с 1945 по 1998 год). С 2019 г. функционирование переправы приостановлено.

## История
История паромной переправы делится на два периода: японский (1923—1945) и современный (с 1998).

### Первая переправа
Первая переправа была организована японским Министерством железнодорожного транспорта (предшественник Японских национальных железных дорог) и была железнодорожной. Суда преодолевали расстояние в 210 км за 8 часов (по данным на декабрь 1934 года). Зимой, когда пролив Лаперуза покрывался льдами, применялся ледокол.
В 1938 году расписание паромов и скорых поездов Главной линии Соя было состыковано и на территории станции Вакканай была создана инфраструктура, позволяющая поездам непосредственно заезжать в паром.
В японский период паромная переправа называлась «Тихаку» (稚泊連絡船Тихаку рэнракусэн) или (稚泊航路 Тихаку ко: ро). Она соединяла Вакканай на Хоккайдо и Оодомари в префектуре Карафуто (ныне Корсаков на Сахалине) с 1923 по 1945 год. К тому моменту, когда паромная переправа прекратила свою деятельность в последние дни войны в августе 1945 года, она перевезла 2 840 000 пассажиров. В ноябре 1970 года возле северного куполообразного волнореза, в городе Вакканай был установлен памятник в память о паромной переправе «Тихаку». Флот, работавший на паромной переправе, включал с 1927 года грузо-пассажирский ледокол Анивамару (яп. 亜庭丸), названный в честь залива Анива, и с 1932 года грузо-пассажирский ледокол Соямару (яп. 宗谷丸), названный в честь пролива Соя.

#### Хронология
- 1 мая 1923 года — открытие сообщения
- 17 декабря 1925 года — паром Цусимамару наскочил на мель в 0,7 морской мили (1,3 км) к северо-западу от маяка на мысе Носяппу[яп.]
- 8 декабря 1927 года — грузо-пассажирский ледокол Анивамару приступил к работе на линии
- 2 февраля 1931 года — Икимару получил сильные повреждения от столкновения с плавучим льдом и был на 5 месяцев отстранён от работы
- 5 декабря 1932 года — грузо-пассажирский ледокол Соямару приступил к работе на линии
- Февраль 1937 и 1939 годов — из-за невозможности входа в затёртый льдами порт Вакканай паромы следуют в Отару
- 10 августа 1945 года — перешедший на линию Хакодатэ — Аомори паром Анивамару потоплен американской авиацией
- 24 августа 1945 года — в Вакканай прибыл паром Соямару, совершивший последний рейс этого периода паромной переправы

#### Основные суда

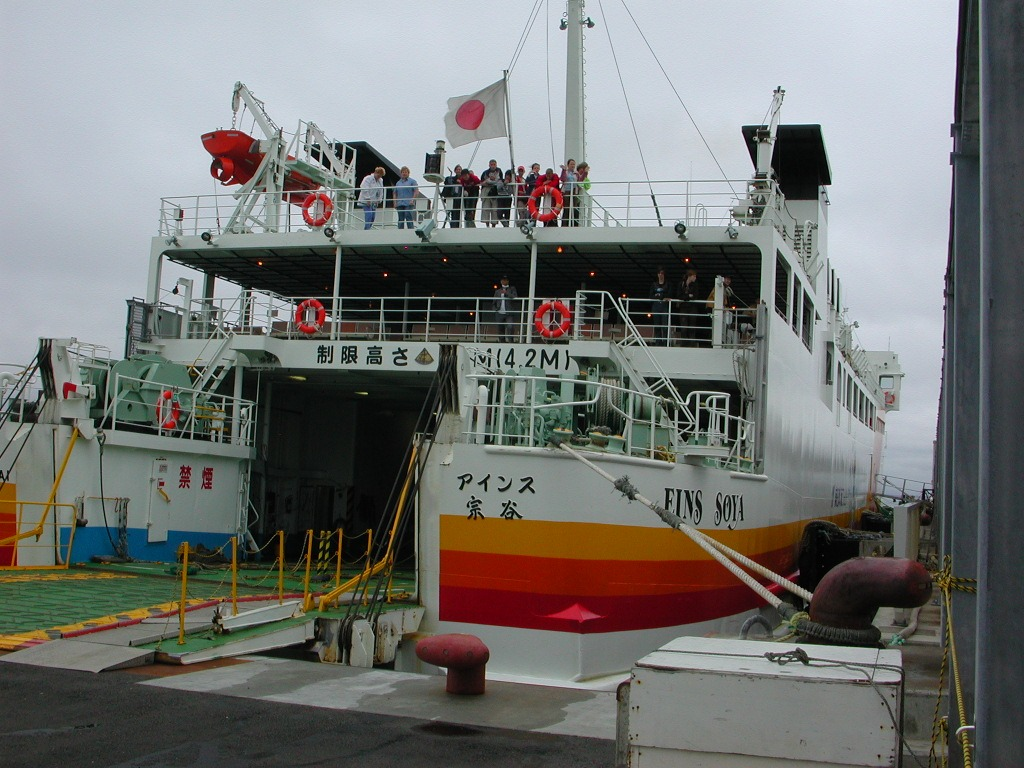
Паром Айнс Соя, обслуживавший линию с 1998 по 2015 годы

- Икимару[яп.]
- Цусимамару[яп.]
- Тамурамару[яп.]
- Анивамару[яп.]
- Комамару[яп.]
- Соямару[яп.]

### Современная переправа
Весной 1998 года после полувекового перерыва было возобновлено сообщение между двумя городами. Теплоход Айнс Соя японской компании Хартланд Ферри совершал около 30 рейсов с июня по сентябрь, затрачивая на один рейс пять с половиной часов. Паромом пользовались около 5000 человек в год.
С 2016 года Япония решила закрыть переправу ввиду нерентабельности. Но уже с 1 августа 2016 года сообщение было восстановлено с использованием судна меньшей вместимости, а с 2017 года началась продажа билетов для граждан России через Интернет. Тем не менее, из-за организационных проблем в 2018 году сообщение стало нерегулярным, а с 2019 года прекратилось.